# Bizarre Ride II the Pharcyde
| Críticas profissionais | Críticas profissionais |
| Avaliações da crítica  | Avaliações da crítica  |
| Fonte                  | Avaliação              |
| ---------------------- | ---------------------- |
| Allmusic               | [ 1 ]                  |
| Entertainment Weekly   | B                      |
| NME                    | (7/10)                 |
| Q                      | [ 4 ]                  |
| Rap Reviews            | (9.5/10)               |
| Rolling Stone          | (favorável) 1992       |
| Rolling Stone          | 2004                   |
| The Source             | [ 8 ]                  |

Bizarre Ride II the Pharcyde é o álbum de estreia do grupo americano de hip hop The Pharcyde, lançado em 24 de Novembro de 1992 através do selo Delicious Vinyl Records. O álbum foi produzido pelo ex-membro J-Swift, e apresenta apenas uma participação especial, providenciada pelo pouco conhecido rapper de Los Angeles Bucwheed (até então conhecido como "Buckwheat" do The Wascals). Nos anos após seu lançamento, Bizarre Ride tem sido elogiado por críticos de música e fãns de hip hop alternativo, e tem aparecido em várias listas publicadas de "melhores álbuns".
Lançado durante a era dominante do Gangsta rap do West Coast hip hop, Bizarre Ride foi descrito como "refrescante", devido ao seu humor brincalhão e alegre e produção exuberante e jazzística. Junto com álbuns como To Whom It May Concern... de Freestyle Fellowship, e I Wish My Brother George Was Here de Del tha Funkee Homosapien, Bizarre Ride ajudou a estabelecer uma nova cena alternativa na Costa Oeste, seguida por artistas como Hieroglyphics, The Coup e Jurassic 5. Apesar da larga aclamação da crítica, o álbum produziu apenas vendas moderadas, chegando ao #75 na parada de álbuns Billboard 200. Porém, sobre a força do segundo single, "Passin' Me By", o álbum foi certificado como disco de ouro pela Recording Industry Association of America (RIAA) em 28 de Março de 1996.

## Lista de faixas
Informação de sample é tirada de The-Breaks.com.

lista de faixas e informação de produção são tiradas do encarte do álbum.
| #  | Título                            | Compositor(es)                                                                      | Produtor(s)         | Intérprete(s)                                     | Samples |
| -- | --------------------------------- | ----------------------------------------------------------------------------------- | ------------------- | ------------------------------------------------- | --- |
| 1  | "4 Better or 4 Worse (Interlude)" | J. Martinez                                                                         | J-Swift             | *Instrumental*                                    | |
| 2  | "Oh Shit"                         | J. Martinez, T. Hardson, E. Wilcox, D. Stewart                                      | J-Swift             | SlimKid 3, Imani, Fatlip                          | - "Beale Street" by Donald Byrd |
| 3  | "It's Jiggaboo Time (Skit)"       | D. Stewart, E. Wilcox, R. Jackson, T. Hardson, R. Robinson, J. Martinez             | J-Swift             | *Skit*                                            | |
| 4  | "4 Better or 4 Worse"             | T. Hardson, E. Wilcox, D. Stewart, J. Martinez                                      | J-Swift             | SlimKid 3, Imani, Fatlip                          | - "Pot Belly" by Lou Donaldson - "Blind Alley" by David Porter - "Rockin' Funky Watergate" by James Brown |
| 5  | "I'm That Type of Nigga"          | D. Stewart, E. Wilcox, R. Jackson, T. Hardson, R. Robinson, J. Martinez             | J-Swift             | Fatlip, Imani, Buckwheat, SlimKid 3, Bootie Brown | - "Papa's Got a Brand New Bag" by James Brown - "Maybe the Last Time" by James Brown - "Pass the Peas" by The J.B.'s - "Givin' up Food for Funk" by The J.B.'s - "Sing a Simple Song" by Sly & the Family Stone                                                |
| 6  | "If I Were President (Skit)"      | D. Stewart, E. Wilcox, T. Hardson, R. Robinson, J. Martinez                         | J-Swift             | *Skit*                                            | |
| 7  | "Soul Flower (Remix)"             | J. Kincaid, S. Bartholomew, A. Levy, R. Robinson, E. Wilcox, T. Hardson, D. Stewart | J-Swift             | Bootie Brown, Imani, SlimKid 3, Fatlip            | - "Put Your Love (In My Tender Care)" by Fatback Band - "Mr. Magic" by Grover Washington Jr. |
| 8  | "On the DL"                       | T. Hardson, R. Jackson, E. Wilcox, J. Martinez                                      | J-Swift             | SlimKid 3, Buckwheat, Imani                       | - "Hey Last Minute" by The Meters - "Travelin' Man" by Stanley Cowell - "Equipoise" by Stanley Cowell |
| 9  | "Pack the Pipe (Interlude)"       | J. Martinez                                                                         | J-Swift             | *Instrumental*                                    | |
| 10 | "Officer"                         | D. Stewart, R. Robinson, E. Wilcox, T. Hardson, J. Martinez                         | J-Swift             | Fatlip, Bootie Brown, Imani, SlimKid 3            | - "Maiden Voyage" by Ramsey Lewis - "The Mighty Quinn" by Ramsey Lewis - "The Grunt" by James Brown - "Funky Drummer" by James Brown - "Black Steel in the Hour of Chaos" by Public Enemy - "Countdown to Armageddon" by Public Enemy                          |
| 11 | "Ya Mama"                         | D. Stewart, R. Robinson, E. Wilcox, T. Hardson, J. Martinez                         | J-Swift             | Fatlip, Bootie Brown, Imani, SlimKid 3            | - "Seasons of the Witch" by Mike Bloomfield, Al Kooper and Stephen Stills - "Synthetic Substitution" by Melvin Bliss - "Good Stuff" by Mel Brown - "Yes We Can Can" by Young-Holt Unlimited - "I Don't Know What this World is Coming To" by The Soul Children |
| 12 | "Passin' Me By"                   | R. Robinson, T. Hardson, E. Wilcox, D. Stewart, J. Martinez                         | J-Swift             | Bootie Brown, SlimKid 3, Imani, Fatlip            | - "Summer in the City" by Quincy Jones - "Are You Experienced?" by The Jimi Hendrix Experience - "It's a New Day" by Skull Snaps - "125th Street Congress" by Weather Report - "Friends" by Whodini - "Hill Where The Lord Hides" by Eddie Russ                |
| 13 | "Otha Fish"                       | T. Hardson, J. Barnes III, R. Robinson                                              | L.A. Jay, SlimKid 3 | SlimKid 3                                         | - "Today!" by Herbie Mann |
| 14 | "Quinton's on the Way (Skit)"     | T. Hardson, R. Robinson, D. Stewart, E. Wilcox, Q. Howze, J. Martinez               | J-Swift             | *Skit*                                            | |
| 15 | "Pack the Pipe"                   | T. Hardson, R. Robinson, D. Stewart, E. Wilcox, Q. Howze, J. Martinez               | J-Swift             | SlimKid 3, Bootie Brown, Fatlip, Imani, Quinton   | - "Bijou" by Herbie Mann - "Autumn Serenade" by John Coltrane - "Exquisition" by Cannonball Adderley |
| 16 | "Return of the B-Boy"             | R. Robinson, E. Wilcox, T. Hardson, D. Stewart, J. Martinez                         | J-Swift             | Bootie Brown, Imani, SlimKid 3, Fatlip            | - "Track #2" by Madhouse - "The Show" by Doug E. Fresh - (re-sung sample from) "The Roof Is on Fire" by Rock Master Scott & the Dynamic Three |

## Créditos
Todas as informações são tiradas do encarte do álbum.
| - The Pharcyde - Co-Produtor, Vozes de Fundo, Direção Criativa - Fatlip - Vocais Principais, Scratching - SlimKid 3 - Vocais Principais, Produtor - Imani - Vocais Principais - Bootie Brown - Vocais Principais - J-Swift - Produtor, Piano, Baixo, Rodes, Vozes de Fundo, Scratching - L.A. Jay - Produtor - Buckwheat - Vocais - Quinton - Vocais - Rahsaan - Vozes de Fundo - Greg Padilla - Vozes de Fundo - Brandon Padilla - Vozes de Fundo - Cedra Walton - Vozes de Fundo - Eric Sarafin - Engenharia, Engenharia de Mixagem | - Joe Primeau - Engenharia de Mixagem - Al Phillips - Engenharia Adicional - Doug Boehm - Engenharia Adicional - James Mansfield - Engenharia Adicional - Jim Ervin - Engenharia Adicional - JMD - Bateria - Michael Ross - Produtor Executivo - Lamarr Algee - A&R - Leslie Cooney - Coordenador do A&R, Vozes de Fundo - PMP Mgt. - Administração - Paul Stewart - Administração - Street Knowledge - Administração - Slick K2S/ Fuct - Direção de Arte, Arte - Mark Heimback-Nielsen - Design de Embalagem - Block - Photography |

## Histórico nas paradas

### Posições do álbum nas paradas
Todas as posições nas paradas da revista Billboard (América do Norte).
| Ano  | Álbum                        | Posições nas paradas | Posições nas paradas   | Posições nas paradas |
| Ano  | Álbum                        | Billboard 200        | Top R&B/Hip Hop Albums | Top Heatseekers      |
| ---- | ---------------------------- | -------------------- | ---------------------- | -------------------- |
| 1993 | Bizarre Ride II the Pharcyde | 75                   | 23                     | 3                    |

### Posições dos singles nas paradas
Todas as posições nas paradas da revista Billboard (América do Norte).
| Ano  | Canção          | Posições nas paradas | Posições nas paradas             | Posições nas paradas | Posições nas paradas               |
| Ano  | Canção          | Billboard Hot 100    | Hot R&B/Hip-Hop Singles & Tracks | Hot Rap Singles      | Hot Dance Music/Maxi-Singles Sales |
| ---- | --------------- | -------------------- | -------------------------------- | -------------------- | ---------------------------------- |
| 1993 | "Passing Me By" | 52                   | 28                               | 1                    | 6                                  |
| 1993 | "Otha Fish"     | —                    | —                                | —                    | 35                                 |

## Aclamações
Informação é tirada do Acclaimed Music.

( * ) significa listas que não são ordenadas.
| Publicação         | País           | Aclamação                                           | Ano  | Classificação |
| ------------------ | -------------- | --------------------------------------------------- | ---- | ------------- |
| About.com          | Estados Unidos | The Greatest Hip-Hop Albums of all Time             | 2006 | #73           |
| About.com          | Estados Unidos | Best Rap Albums of 1992                             | 2006 | #4            |
| Ego Trip           | Estados Unidos | Hip Hop's 25 Greatest Albums by Year 1980-98 (1992) | 1999 | #6            |
| Les Inrockuptibles | França         | 50 Years of Rock'n'Roll                             | 2004 | *             |
| Pitchfork Media    | Estados Unidos | Top 100 Favorite Records of the 1990s               | 2003 | #80           |
| Rate Your Music    | Estados Unidos | Top Albums of All-Time                              | 2005 | #455          |
| Rate Your Music    | Estados Unidos | Top Albums of 1992                                  | 2005 | #10           |
| Robert Dimery      | Estados Unidos | 1001 Albums You Must Hear Before You Die[2]         | 2005 | *             |
| Rolling Stone      | Estados Unidos | Chris Rock's Top 25 Hip-Hop Albums                  | 2005 | #5            |
| The Source         | Estados Unidos | 100 Best Rap Albums                                 | 1998 | *             |

## Citações
1. ↑ a b Rolling Stone Album Guide: Completely Revised and Updated 4th Edition. Simon & Schuster, 2004. ISBN 0-7432-0169-8 (Note 1, see page 634)
2. ↑ a b Robert Dimery (ed.), ed. (7 de fevereiro de 2006). 1001 Albums You Must Hear Before You Die. [S.l.]: Universe. p. 691. ISBN 0-7893-1371-5